# Usine Renault de Batilly
 (novembre 2024).
SOVAB
L'usine Renault de Batilly, aussi connue comme la SOVAB (Société de Véhicules Automobiles de Batilly) est une usine d'assemblage du groupe Renault.
Elle est construite entre 1977 et 1979 par la SAVIEM (Société Anonyme de Véhicules Industriels et d’Équipements Mécaniques), afin de réaliser l'assemblage de véhicules industriels. Depuis 1979, des véhicules utilitaires y sont assemblés pour Renault et ses partenaires.

## Présentation

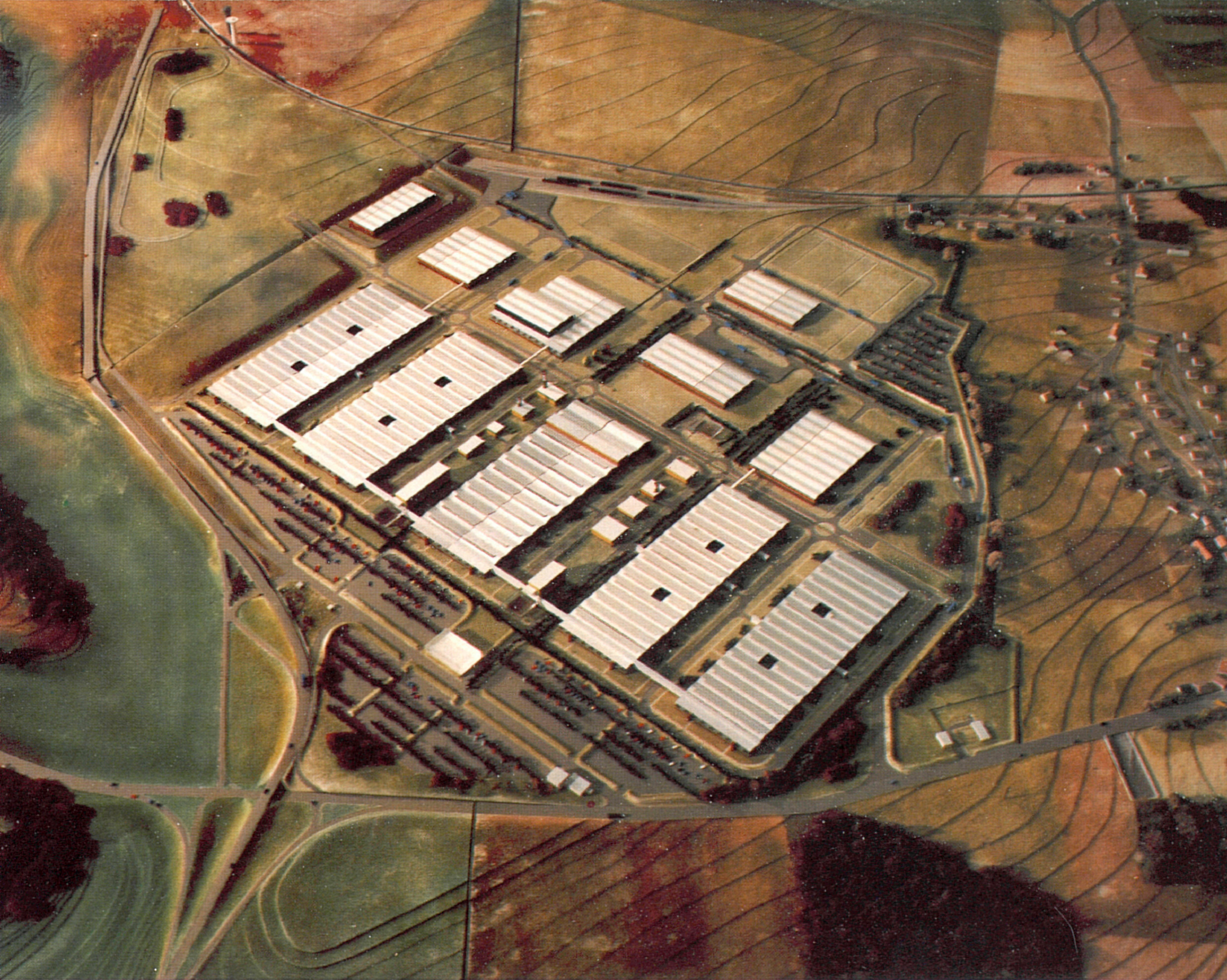
Projet de l'usine de la SAVIEM en 1977.

Filiale de Renault à 100%, le site Renault de Batilly (SOVAB) a été implanté en 1979 dans un espace industriel et géographique qui lui est favorable, pour répondre au désengagement de la sidérurgie et de l’industrie minière.
Avec un réseau de 250 fournisseurs dont la majorité est implantée en France, l’usine possède une capacité de production à pleine cadence de 670 véhicules par jour. Avec environ 2 800 emplois, elle est le premier employeur privé de Meurthe-et-Moselle.
C’est ici que le gros utilitaire de Renault, le Master est assemblé.
Grâce à des accords de coopération avec General Motors, Renault Trucks et une alliance avec Nissan, la SOVAB fabrique des véhicules badgés pour ces cinq marques, sous le nom de Renault Master, Renault Trucks Master Red, Vauxhall et Opel Movano, et Nissan NV400, puis Nissan Interstar.
À ce jour, l’usine a produit plus de 2,5 millions de véhicules. Depuis sa création, la SOVAB a connu une croissance exceptionnelle, qui s'est traduite entre autres par de nombreuses embauches en CDI. Depuis 2015, ce sont près de 300 nouveaux équipiers qui ont rejoint l'usine en contrat à durée indéterminée.
Le site fait également les transformations (stickers, découpes de carrosserie, habillage fourgon, aménagements fourgon, conversion pour le transport de personnes à mobilité réduite) du Master et de tous ses clones depuis 1980. Le site l'a également fait pour certaines versions du Trafic I et de son clone allemand l'Opel/Vauxhall Arena.

## Historique
- 1972 : projet conçu par SAVIEM.
- 1976 : études et implantation des bâtiments.
- octobre 1978 : SAVIEM fusionne avec Berliet pour former R.V.I. (Renault Véhicules Industriels).
- 1977-79 : construction de l'usine par SAVIEM puis R.V.I. (Renault Véhicules Industriels).
- Le 1er juillet 1980, l’usine R.V.I. de Batilly devient la SOVAB, Société de Véhicules Automobiles de Batilly, société en nom collectif (SNC), 75% à Renault et 25% à R.V.I.
- 1980 : démarrage de la fabrication en série du Master I en septembre.
- 1981 : fabrication exceptionnelle de 3 000 exemplaires du Trafic I.
- 1982 : lancement du B70.
- 1986 : lancement du B90 Turbo.
- 1994 : première usine du groupe Renault à obtenir le classement A dans la certification qualité « EAQF ».
- 1996 : partenariat entre Renault et General Motors Europe pour la fabrication de véhicules utilitaires Master pour Opel et Vauxhall, en contrepartie, le Trafic est aussi fabriqué en Grande-Bretagne à Luton par GM pour Opel/Vauxhall ainsi que pour Renault (seulement pour les versions conduite à droite sans réhausse dites "H1"). L'Arena (dernière variante rebadgée de la première génération du Renault Trafic) est aussi fabriqué par Renault à Batilly pour Opel/Vauxhall (pour toutes les versions rehaussées dites "H2" et pour toutes les versions conduite à gauche).
- 1997 : lancement de la production de l'Opel/Vauxhall Arena, le clone allemand du Trafic I
- 1997 : lancement commercial du X70, le Master II et de son clone allemand l'Opel/Vauxhall Movano A. Création de la division "Renault Véhicules Utilitaires Légers" qui englobe SOVAB. En 2010, la division "Renault Véhicules Utilitaires Légers" devient "Renault Pro+"
- 1999 : lancement commercial du X24 développé avec R.V.I., le Mascott. SOVAB obtient la certification ISO 14001 (environnement). Arrêt de la fabrication de la gamme B / Messenger, lancement du Mascott.
- 2000 : SOVAB devient une filiale à 100% de Renault et arrête la fabrication du Trafic I et de son clone allemand l'Opel/Vauxhall Arena après 201 139 exemplaires produits. L'usine a fabriqué 111 987 véhicules dont 93 560 Master. (82 121 selon communiqué Renault)
- 2002 : production du 1er Master badgé Nissan Interstar.
- 2003 : le Mascott est aussi produit pour Renault, appelé Master Propulsion.
- 2004 : Renault lance une version du Master pour les constructeurs de camping-car.
- 2006 : record de production de l'usine SOVAB avec 123 202 véhicules fabriqués (Master et Master Propulsion / Mascott).
- 2007 : lancement du Projet 62, nouveau Master. Record de production : 112 143 Master II.
- 2008 : refonte importante du processus de fabrication pour accueillir le Master III (220 millions d’euros investis).
- 2009 : arrêt de la production de Mascott / Master Propulsion après 119 068 exemplaires produits.
- 2010 : lancement des Renault Master III, Renault Trucks Master III Red et de son clone allemand l'Opel/Vauxhall Movano B (X62). Le dernier exemplaire du Master 2 sort de chaîne le 15 octobre.
- 2011 : l’usine fabrique en juillet son 100 000e Master III. Lancement du Nissan NV 400, le clone japonais du Master III en 2012. 106 582 véhicules produits.
- 2013 : SOVAB fête le 2 millionième véhicule fabriqué depuis 1980.
- 2015 : l'usine bat son record de production avec 126 375 véhicules produits dont 85 208 Master, 21 702 Opel/Vauxhall Movano, 12 500 Renault Trucks Master Red et 6 965 Nissan NV400[2].
- 2016 : l'usine atteint son record de production avec 132 825 véhicules assemblés dont 85 208 Master.
- 2017 : visite du Premier Ministre Bernard Cazeneuve. 2 500 000e véhicule fabriqué par l’usine depuis sa création en 1980.
- 2018 : nouveau record de production avec 142 616 véhicules fabriqués.
- 2021 : arrêt de la production du modèle Movano pour Opel et Vauxhall en juin.
- 2022 : arrêt définitif de la production des versions transports fermés non réhaussées du Master III (fourgon 2/3 places, cabine approfondie 5/6 places, combi transport de personnes à mobilité réduite, combi 8/9 places) (aussi bien en diesel qu'en électrique) [aussi bien chez Renault (Master III) que chez Nissan (Interstar II) que chez Renault Trucks (Master III Red)]. Il en sera de même pour toutes les versions ultra compactes dites "L1" (fourgon 2/3 places, cabine approfondie 5/6 places, combi transport de personnes à mobilité réduite, combi 8/9 places) (aussi bien en diesel qu'en électrique) [aussi bien chez Renault (Master III) que chez Nissan (Interstar II) que chez Renault Trucks (Master III Red)].
- 2023 : l'usine bat un nouveau record de production : 150 261 véhicules assemblés dont 112 670 Master 3, 1 407 Master 3 E-Tech Electrique, 164 Master 4, 52 Master 4 E-Tech Electrique, 46 Master 3 Hydrogène et 35 418 autres.
- 2024 : lancement de la production du Renault Master IV, et de ses clones Renault Trucks Master IV Red et Nissan Interstar III.